# نووا کاخوفکا
نووا کاخوفکا (به اوکراینی: Нова́ Кахо́вка) شهری در استان خرسون در کشور اوکراین است. جمعیت این شهر ۴۵,۰۶۹ نفر (۲۰۲۱ تخمینی) است.

## نگارخانه

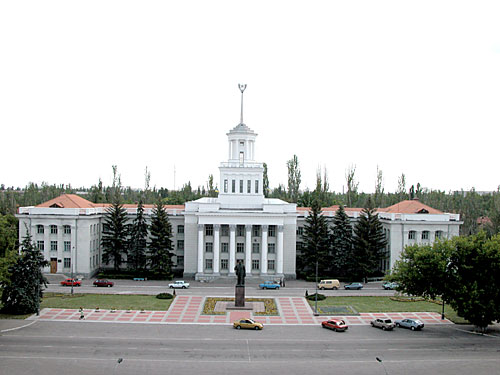
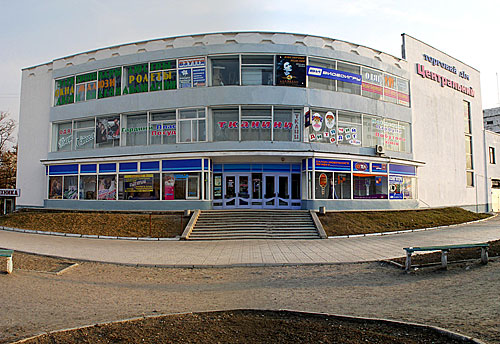
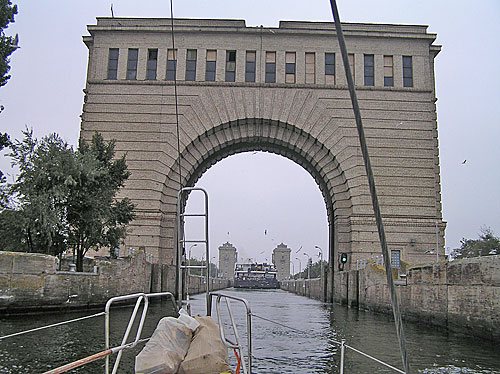
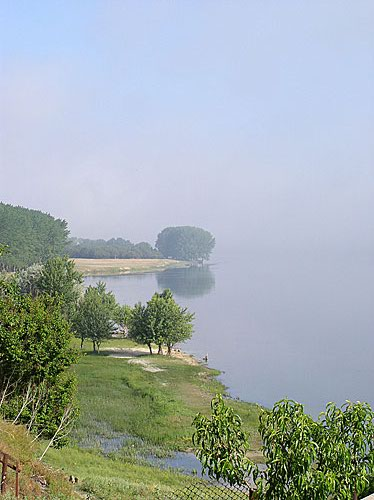
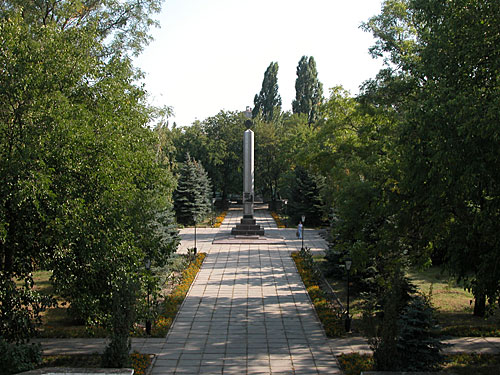